# رهام (اسم)
رِهام (بتصرّف: ريهام) هو اسم علم شخصي مؤنث من أصل عربي ومعناه الرهمة وهي جمع المطر الخفيف، يعتبر من أكثر الأسماء المنتشرة عند الإناث في العالم العربي.

## الشخصيات
- ريهام سعيد مذيعة مصرية
- ريهام عياد مذيعة مصرية
- ريهام عبد الغفور ممثلة مصرية
- ريهام حجاج ممثلة مصرية
- ريهام أيمن ممثلة مصرية
- ريهام عبد الحكيم مغنية مصرية
- ريهام نبيل ممثلة مصرية
- ريهام الصالحية ماستر ومدربة حكم رياضي دولي من الاردن.